# 颗粒状奶酪
颗粒状奶酪是凝乳和乳清混合物经过反复搅拌、沥干而制成的乾酪。包括帕馬森乾酪、阿彭策爾芝士、車打芝士、格拉纳帕达诺奶酪、曼切戈奶酪、義大利綿羊乾酪、帕馬森乾酪在內的多種乾酪都屬於颗粒状奶酪。